# Funkcjonalizm (antropologia)
Funkcjonalizm – jeden z głównych kierunków teoretycznych antropologii, powstały w latach 1920., polegający na założeniu, że każde, nawet najmniejsze zjawisko kulturowe ma jakąś funkcję ważną dla całości systemu społecznego. Twórcami i głównymi przedstawicielami tej orientacji badawczej był polski antropolog Bronisław Malinowski i brytyjski Alfred Reginald Radcliffe-Brown.

## Podstawowe założenia funkcjonalizmu
- sprzeciw wobec propozycji ewolucjonistycznych jako spekulatywnych;
- sprzeciw wobec kierunków kulturowo-historycznych w antropologii (dyfuzjonizmu) ze względu na przypisywanie przez nie ważnej roli formom wytworów kulturowych przy ignorowaniu ich funkcji;
- nacisk na badania empiryczne (obserwacja uczestnicząca);
- traktowanie kultury jako narzędzia zaspokajania ludzkich potrzeb (mechanizm adaptacyjny);
- traktowanie społeczeństwa jako organizmu złożonego z części, z których każda pełni określoną rolę z punktu widzenia zapewnienia optymalnej adaptacji; naczelne pytania funkcjonalizmu dotyczyły wzajemnych funkcjonalnych związków między elementami kultury oraz tego, w jaki sposób te elementy przyczyniają się lub umożliwiają utrzymanie się całości, której są częściami;
- determinizm ekologiczny.

Podstawowym założeniem funkcjonalizmu stało się przekonanie, że ludzka kultura jest złożoną wielowymiarową całością, której istnienie i funkcjonowanie analizować można w perspektywie synchronicznej, w kategoriach wzajemnych związków i współzależności zachodzących pomiędzy poszczególnymi dziedzinami działalności kulturowej. Inaczej mówiąc, podstawowym problemem badawczym dla funkcjonalistów jest opisanie mechanizmu funkcjonowania danej kultury.
Funkcjonalizm jest orientacją, która zakłada całościowe i systemowe traktowanie kultury, a zjawiska kulturowe wyjaśnia w oparciu o ich funkcje. Wszelkie zjawiska kulturowe i społeczne spełniają określone funkcje w ramach systemu, w którym istnieją. Ich sens można zrozumieć przez te funkcje. Każde, nawet najmniejsze zjawisko kulturowe ma jakiś cel. W kulturze nie ma przypadków.
Według funkcjonalizmu człowiek poddany jest determinizmowi biologicznemu i kulturowemu. Zaspokajanie potrzeb ludzkich odbywa się zawsze przy pomocy kultury, a nie w sposób naturalny. Zaspokajanie odbywa się od potrzeby podstawowej, przez biologiczną, na potrzebach wyższego rzędu kończąc. Każdej potrzebie odpowiada jakaś reakcja kulturowa. Na każdą potrzebę kultura reaguje w określony sposób.
Kultura jest całością, co wiązało się z koniecznością analizy zjawiska czy elementu kulturowego w ramach szerszej całości, gdyż pomiędzy nimi występują zawsze wzajemne powiązania, kultura jest zintegrowanym systemem, harmonijnym.

## Źródła funkcjonalizmu
Jednym ze źródeł funkcjonalizmu stała się tzw. antropologia stosowana – prace zmierzające do opisu i zrozumienia funkcjonowania różnych kultur plemiennych, w związku z praktyczną potrzebą sprawnego zarządzania koloniami europejskimi.
Stało się to początkiem obserwacji naukowych.
W ukształtowaniu się funkcjonalizmu wielką rolę odegrały poglądy socjologa francuskiego Emile Durkheima (francuska szkoła socjologiczna).
Punktem wyjścia dla socjologicznego systemu Durkheima były fakty społeczne, które zawsze trzeba widzieć w ich uwarunkowaniach społecznych. Fakty te są dane zawsze w relacji do innych faktów społecznych, w ramach synchronicznie działającego systemu społecznego. Fakty społeczne, takie jak język, prawo, moralność, moda itp. są zawsze zewnętrzne wobec jednostki, narzucające się wszystkim członkom grupy. Są to zatem fakty świadomości zbiorowej, przejawiające się w pewnym przymusie, nacisku, jaki wywiera świadomość zbiorowa. Fakty społeczne mają pewne funkcje w ramach systemu społecznego. Funkcje tych faktów polegają według Durkheima przede wszystkim na utrzymywaniu ciągłości istnienia systemu.
Warto zauważyć, że już wcześniej pojęcia funkcji w naukach społecznych używał także Karol Marks.

## Klasycy funkcjonalizmu brytyjskiego
Prawdziwymi twórcami funkcjonalizmu w antropologii stali się Alfred Reginald Radcliffe-Brown (1881-1955) i Bronisław Malinowski (1884-1942).
Pierwszy z nich prowadził przede wszystkim badania terenowe na Wyspach Andamańskich, drugi na Wyspach Trobriand.
Za początek funkcjonalizmu uważa się rok 1922, w którym obaj uczeni wydali swoje podstawowe dzieła: Argonauci Zachodniego Pacyfiku (Malinowski) i Wyspiarze Andamańscy (Radcliffe-Brown).
Książka Malinowskiego jest klasycznym przykładem analizy funkcjonalnej. Dokonał on analizy funkcji rytualnej wymiany kula, której jedynym celem jest podtrzymanie istnienia systemu.
Bronisława Malinowskiego interesowało przede wszystkim to, w jaki sposób część przyczynia się do trwania całości. Za normalny stan społeczeństwa uważał equilibrium, harmonii, w którym wszystkie instytucje społeczne spełniały swoje funkcje. Zmiana w systemie możliwa jest wówczas, gdy następuje dysfunkcja, gdy system wytrącony zostaje ze stanu równowagi. Analizując wytwory kulturowe, Malinowski dociekał zatem ich funkcji w systemie.
Malinowski twierdził, że wszystkie kultury ludzkie są sobie równe, ponieważ wszystkie spełniają swój zasadniczy cel – zaspokajanie potrzeb ludzkich. Sposób zaspokajania potrzeb jest różny, ale potrzeby są u wszystkich ludzi w swym zasadniczym zrębie takie same. Stąd każda kultura jest równie dobra.
Jednym z bardziej istotnych cech tego spojrzenia jest całościowe, czyli holistyczne ujmowanie zjawisk kulturowych, zmierzające do stworzenia modelu danej kultury.
Wreszcie, teoria funkcjonalna zwraca uwagę, że każdy system społeczno-kulturowy – oprócz wewnętrznych relacji między elementami – ma również relacje z otoczeniem. Kolejnym istotnym wkładem funkcjonalistów jest zatem zwrócenie uwagi na rolę środowiska, w którym funkcjonuje kultura. Kultura jest mechanizmem adaptacji człowieka do środowiska i mechanizmem regulującym eksploatację środowiska, a więc nie można zrozumieć kultury bez zrozumienia warunków środowiska naturalnego, w którym funkcjonuje. Otoczeniem systemu jest jednak nie tylko środowisko naturalne, ale także inne systemy społeczno-kulturowe, z którymi dany system wchodzi w kontakty. Kontakty te, przynosząc nowe elementy kulturowe, mogą stać się np. źródłem dysfunkcji systemu, co prowadzi w konsekwencji do jego zmiany.
W koncepcji Malinowskiego system, który osiągnie equilibrium, czyli stan idealnej harmonii wewnętrznej i zewnętrznej, nie zmienia się, nie następuje jego ewolucja, a zatem motorem zmian mogą być przede wszystkim bodźce zewnętrzne.
W tym aspekcie błąd Malinowskiego polegał na tym, że rozpatrywał on systemy względnie proste, nierozwarstwione. W związku z tym nie zwracał uwagi na możliwość zmian systemu w wyniku jego dysfunkcji wewnętrznej.
Poglądy funkcjonalistów wywarły wpływ także na archeologię (funkcjonalizm w archeologii).
Z funkcjonalizmem wiążą się takiej pojęcia jak:
- integracjonizm – interpretowanie elementów kultury w ramach całości kulturowej.
- utylitaryzm – podejście zakładające, że wszystko co nas otacza ma jakiś cel, pełni jakąś funkcję.